# Robert Bergmann (Politiker)

Robert Bergmann, Porträtfoto aus dem Reichstags-Handbuch 1934. Das Motiv ist aus 1932 und zeigt ihn als SS-Standartenführer.

Robert Bergmann (* 5. Mai 1886 in Nürnberg; † 4. Februar 1966 in Altdorf bei Nürnberg) war ein deutscher Lehrer, Politiker (NSDAP) und SS-Gruppenführer. Bergmann gehörte von 1932 bis 1934 dem Reichstag an.

## Leben und Wirken

### Deutsches Kaiserreich und Weimarer Republik (1886 bis 1933)
Bergmann wurde 1886 als Sohn evangelischer Eltern in Nürnberg geboren. In seiner Jugend besuchte er Volksschulen in Nürnberg und Altdorf. Anschließend wurde er an der Präparandenschule in Neustadt an der Aisch (1899–1902) und am Lehrerseminar in Altdorf bei Nürnberg (1902–1904) ausgebildet, wo er 1904 das Austrittsexamen bestand. Seine erste Anstellung erhielt er 1904 in Fichtbach bei Altdorf. In den folgenden Jahren übernahm er verschiedene Hilfslehrer- und Verweserstellen in Mittelfranken. Unterbrochen wurde diese Tätigkeit, als er von 1905 bis 1906 den Einjährigen Dienst beim 14. Infanterie-Regiment „Hartmann“ der Bayerischen Armee in seiner Heimatstadt ableistete. 1908 legte er das Staatsexamen in Ansbach ab. Anschließend hatte er bis 1914 unterschiedliche Lehrerstellen in Mittelfranken inne.
Nach Beginn des Ersten Weltkriegs wurde Bergmann als Offizier reaktiviert: Er machte den gesamten Krieg mit der Bayerischen Armee an der Westfront mit. Am 9. September 1915 wurde er zum Leutnant befördert. Während des Krieges lernte er den damaligen bayerischen Offizier Ernst Röhm, dessen Kompanie er angehörte, kennen und freundete sich eng mit ihm an. Bei Kämpfen am 23. Juni 1916 trug Bergmann den von feindlichem Beschuss schwer verwundeten Röhm – selbst schwer verwundet – aus dem Kampfgebiet und rettete ihm so das Leben, was zu einer weiteren Vertiefung ihrer Freundschaft führte. Bei Kriegsende war Bergmann Kompanieführer im 10. Infanterie-Regiment „König Ludwig“ und Ordonnanzoffizier bei der 12. bayerischen Infanterie-Division. Für seine Leistungen im Krieg wurde er mit dem Eisernen Kreuz beider Klassen, dem Verwundetenabzeichen und dem bayerischen Militärverdienstorden IV. Klasse ausgezeichnet.
Am 15. Dezember 1918, wenige Wochen nach Kriegsende, schied Bergmann aus der Armee aus und trat daraufhin eine Stelle als Lehrer in Altdorf, die er bereits 1916 erhalten, aber kriegsbedingt nicht angetreten hatte, an. Diese Stelle – in der er später zum Hauptlehrer befördert wurde – hatte er mehr als dreizehn Jahre lang, bis zu seinem Eintritt in die Oberste SA-Führung im Jahr 1932 inne. Zu diesem Zeitpunkt wurde er aus dem Schuldienst auf unbestimmte Zeit beurlaubt. Nebenbei übte Bergmann in Altdorf das Amt des Kantors und Organisten der örtlichen evangelischen Kirche aus.
1919 schloss Bergmann sich dem Freikorps Epp an, zu dessen führenden Offizieren sein Freund Röhm als Stabschef des Kommandeurs Franz von Epp, gehörte. Bergmann gehörte dem Freikorps Epp als Ordonnanzoffizier vom 25. April bis 1. August 1919 an. Anschließend kehrte er in seinen Beruf als Lehrer zurück, in dem er zuletzt die Stellung des Direktors einer Volksschule erreichte.
Politisch gehörte Bergmann der völkischen Bewegung an: zum 21. September 1926 trat er der NSDAP bei (Mitgliedsnummer 44.269). In dieser übernahm er mit der Zeit Funktionärsaufgaben als Ortsgruppenleiter, Bezirksgruppenleiter in Altdorf und Gauredner. Außerdem gehörte er von 1927 bis 1928 ein Jahr lang der Sturmabteilung (SA), der Parteiarmee der NSDAP an.
Am 10. Juni 1931 trat Bergmann in die SS, den kleineren, elitäreren uniformierten Kampfverband der NSDAP ein (SS-Nummer 7.099). Vom 19. Juni 1931 bis zum 27. November 1931 war Bergmann mit der Verwaltung des I. Sturmbannes der 3. SS-Standarte beauftragt, wobei er – ebenfalls zum 19. Juni 1932 – zum Führer des 2. Sturmes dieses Sturmbannes (Sturm 2/I/3) ernannt worden war. Nachdem er sich in dieser Stellung bewährt hatte, wurde er zum 27. November 1931 zum regulären Führer des Sturmbannes I/3 ernannt. Diese Stellung behielt er bis zum 25. Juni 1932 bei. Im Jahr 1932 wurde Bergmann von seinem alten Freund Röhm, der seit Anfang 1931 als Stabschef der SA amtierte, in die Oberste SA-Führung, das zentrale Steuerungsinstrument zur Führung der Parteiarmee der NSDAP, berufen. In dieser nahm er zunächst eine z. b. V.-Stelle ein.
Bei der Reichstagswahlen vom Juli 1932 wurde Bergmann von der NSDAP als Kandidat im Wahlkreis 26 (Franken) aufgestellt und zog, nachdem die Partei genug Stimmen für sich verbuchen konnte, anschließend als Abgeordneter in den Reichstag ein. Bei den Wahlen vom November 1932 und vom März 1933 wurde Bergmanns Mandat bestätigt. Auch nach der Zerschlagung des Parlamentarismus durch die Nationalsozialisten im Jahr 1933 blieb Bergmann Mitglied des pro forma weiterbestehenden Parlaments: Bei der Wahl am 12. November 1933, bei der nur die NSDAP zur Wahl stand, behielt Bergmann sein Mandat im inzwischen jeden Einflusses beraubten Reichstag.

### Zeit des Nationalsozialismus
Am 20. April 1933, wenige Wochen nach dem Beginn der nationalsozialistischen Herrschaft, wurde der SS-Standartenführer Bergmann zum Chefadjutanten von Ernst Röhm in dessen Stellung als Stabschef der SA ernannt. Da Röhm formal in Personalunion an der Spitze der SA und der SS stand behielt Bergmann trotz seiner anschließenden Tätigkeit in der Obersten SA-Führung und der unmittelbaren Umgebung des Stabschefs der SA seine Zugehörigkeit zur SS und seinen SS-Rang bei. Ende 1933 erreichte er mit der Beförderung zum Gruppenführer den formalen Höhepunkt seiner SS-Karriere. Bergmann trug das weiße Armband als Kennzeichnung zur Mitgliedschaft der Reichsführung der SS.
Seit 1934 lebte Bergmann in Altdorf bei Nürnberg. Im Frühling 1934 wurde er von der SS-Führung unter dem Vorwand, sich erholen zu sollen, in Urlaub geschickt. Tatsächlich wollte man Bergmann, als den Vertreter der SA in der SS-Führung, während der Vorbereitung des zu dieser Zeit bereits ins Auge gefassten Schlages gegen die SA, deren Macht nach dem Willen Hitlers und der SS-Führung gebrochen werden sollte, „aus dem Weg“ haben.

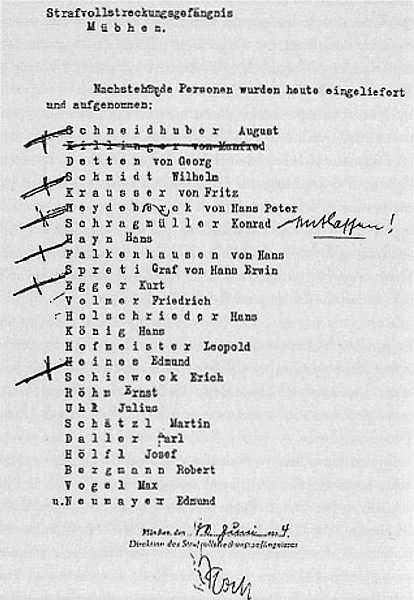
Liste der Strafvollzugsanstalt Stadelheim in München mit den dort am 30. Juni 1934 eingelieferten Personen. Robert Bergmann namentlich, Dritter von unten.

Als Hitler am 30. Juni 1934 die SA als Organisation im Zuge der unter der Propagandabezeichnung Röhm-Putsch bekannt gewordenen Aktion entmachtete, war auch Bergmann hiervon direkt betroffen: Hitler ordnete für diesen Tag eine Zusammenkunft der wichtigsten SA-Führer in einem Hotel in Bad Wiessee, wo Röhm bereits seit Anfang Juni zur Kur weilte, an. Überraschend erschien er bereits in den frühen Morgenstunden hier mit einer Begleitung aus SS-Leuten und Polizisten und ließ Röhm und die anderen in dem Hotel nächtigenden SA-Führer verhaften. Bergmann wurde, trotz seiner Zugehörigkeit zur SS, als Adjutant Röhms ebenfalls aus dem Bett geholt und verhaftet. Polizisten rissen ihm seine Rangabzeichen von der Uniform - gegen das Abreißen seines Eisernen Kreuzes aus dem Weltkrieg konnte er sich erfolgreich mit dem Hinweis wehren, dass er sich dieses „anderswo“ geholt hätte, da Hitler auf diesen Hinweis hin zu seinen Gunsten eingriff und den betreffenden Polizisten anwies, Bergmanns Orden nicht anzurühren - und transportierten ihn anschließend mit dem Rest von Röhms Anhang ins Münchener Gefängnis Stadelheim. 
Anders als Röhm und viele der an diesem Tag verhafteten hohen SA-Führer wurde Bergmann jedoch nicht erschossen, sondern lediglich mit Wirkung zum 30. Juni 1934 aus der SS ausgestoßen und für einige Wochen in Schutzhaft behalten. Am 1. Oktober 1934 verfügte Rudolf Heß außerdem seinen Ausschluss aus der NSDAP. Bergmanns Reichstagsmandat wurde ihm ebenfalls entzogen und ab November 1934 von Karl Minnameyer wahrgenommen. Bergmann zog sich daraufhin nach seiner Haftentlassung am 4. November 1934 als Privatmann nach Altdorf zurück.
Bergmanns Beurlaubung aus dem Schuldienst wurde zu dieser Zeit in eine Zwangsbeurlaubung und dann in eine Zwangspensionierung umgewandelt. Diese Maßnahme wurde schließlich aufgehoben und Bergmann zum 20. April 1936 als Hauptlehrer in das Dorf Michelau bei Lichtenfels in Oberfranken geschickt. Auf diesem Posten blieb er bis zum 1. April 1937. Daraufhin wurde er als Hauptlehrer an die Volksschule in Nürnberg versetzt, wo er später den Rang eines Oberlehrers erreichte.
In den folgenden Jahren wurde Bergmanns Status als Ausgestoßener allmählich gemildert: So wurde er auf Beschluss des Obersten Parteigerichts der NSDAP vom 12. November 1938 hin wieder in die Partei aufgenommen - bzw. wurde die Ausschlussverfügung vom 1. Oktober 1934 aufgehoben und seine Mitgliedschaft wiederhergestellt. Ab dem 1. Mai 1939 war er zunächst ehrenamtlicher Mob-Sachbearbeiter bei der NSDAP-Gauleitung Franken und wurde dort schließlich mit Wirkung zum 1. Januar 1940 hauptamtlicher Gauamtsleiter für die Dauer des Krieges, daneben auch als Ersatzmann für den zum Kriegsdienst einberufenen bisherigen Mob-Beauftragten der Gauleitung Franken neuer Mob-Beauftragter dieses Gaues. In dieser Stellung befasste er sich u. a. mit der Unterbringung von Kindern aus luftgefährdeten Gebieten und der Betreuung von ins Reich verbrachten Volksdeutschen betraut in Ausweichslager und sonstige Unterkünfte. Zudem wurde er während des Krieges vom stellvertretenden Gauleiter Frankens zum Gesamtarbeitseinsatz im Gau Franken ernannt. Für seine Leistungen auf dem Gebiet der Verwaltung während der Kriegsjahre erhielt er das Kriegsverdienstkreuz 2. Klasse.
Eine Wiederaufnahme Bergmanns in die SS kam hingegen nicht zustande. Bemühungen von Benno Martin, dem Führer des SS-Oberabschnitts Main, Bergmanns Wiederaufnahme in die SS herbeizuführen waren erfolglos: Heinrich Himmler erklärte in seiner Antwort auf eine hierauf abzielende Eingabe während des Zweiten Weltkriegs, dass er Bergmann zwar persönlich schätze, hingegen seine Wiedereinstellung in die SS aus vielen Gründen bis zum Kriegsende zurückstellen zu wollen. Dafür stellten Himmler und sein Adjutant Karl Wolff aber persönlich sicher, dass persönliche Nöte von Bergmann abgewendet wurden: So finanzierte die SS ab 1935 das Hochschulstudium seiner Tochter.

### Nachkriegszeit
Nach dem Zweiten Weltkrieg nahm Bergmann als Zeuge an dem Verfahren gegen Sepp Dietrich und Michael Lippert wegen der am 30. Juni und 1. Juli 1934 im Gefängnis Stadelheim durchgeführten Exekutionen von Röhm und sechs anderen SA-Führern teil.

## Beförderungen
- 27. April 1931: SS-Truppführer
- 10. Juni 1931: SS-Sturmführer
- 2. November 1931: SS-Sturmbannführer
- 1. Juli 1932: SS-Standartenführer[6]
- 1. März 1933: SS-Oberführer
- 1. Juli 1933: SS-Brigadeführer
- 9. November 1933: SS-Gruppenführer
- 30. Juni 1934: Unter Enthebung vom Dienstgrad aus der SS ausgeschlossen

## Archivalien
- SS-Führerpersonalakte. Bundesarchiv Berlin: Bestand SS0. Film 60 Berghammer–Berquist. Bilder 458–919.